# Audi S5

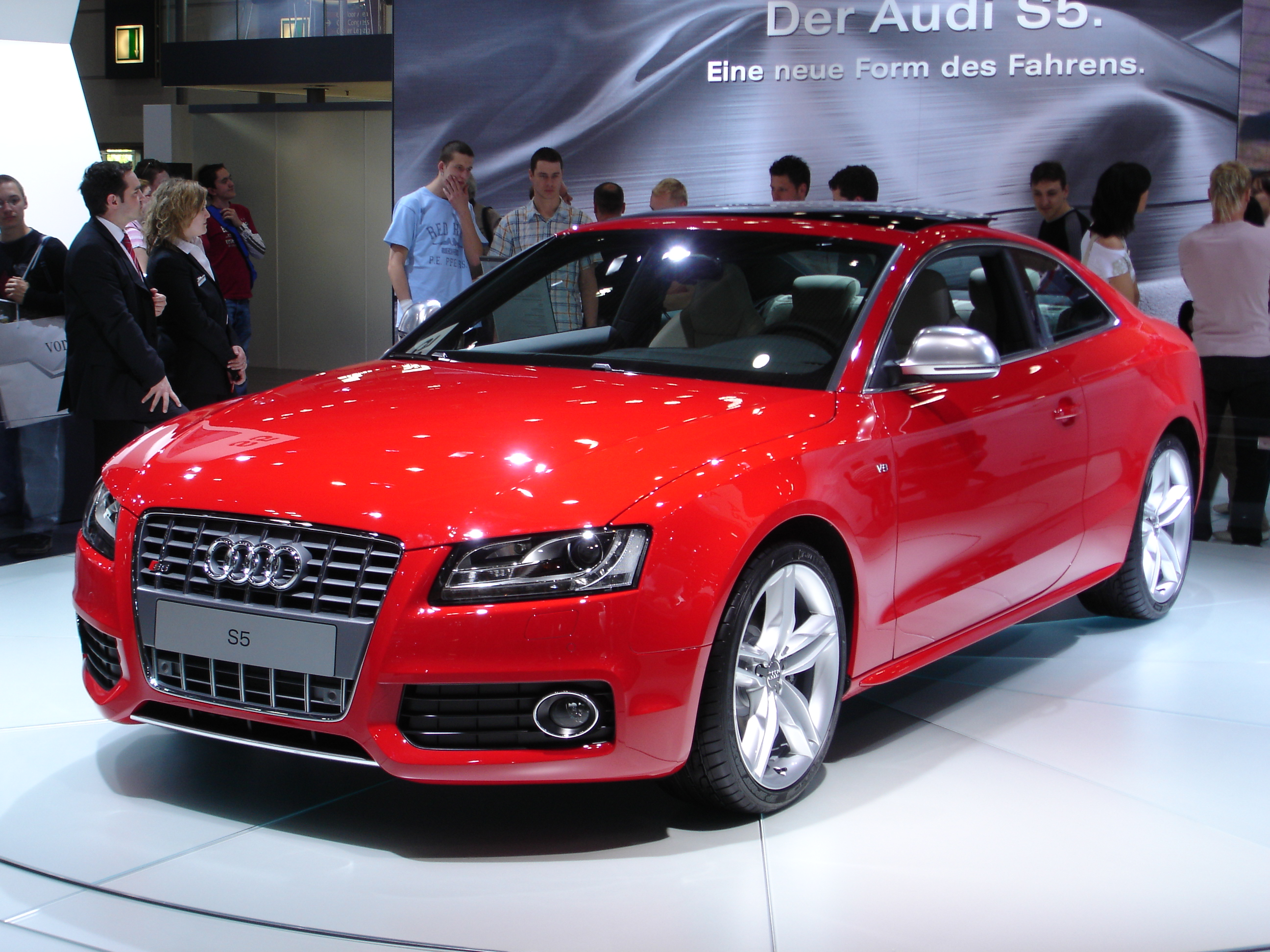
Audi S5

Audi S5 är sportmodellen av Audi A5.   
Mellan 2008 och 2012 byggdes coupén med en 8-cylinders längsmonterade motor, 2 överliggande kamaxlar per cylinderrad samt 4 ventiler per cylinder. Kompression 11,0. Borrning/slag 84,5/92,8 mm, cylindervolym 4 163 cm3. Max effekt 354 hk (260 kW) vid 7 000 r/min, max vridmoment 440 Nm vid 3 500 r/min.   
Medan cabrioleten och sportbacken från 2009 byggdes med en 6-cylinders längsmonterad v-motor, 2 överliggande kamaxlar samt 4 ventiler per cylinder. Kompression 10,3:1. Borrning/slag 84,5/89 mm, cylindervolym 2995 cm3. Max effekt 333 hk/245 kW vid 5 500–7 000 r/min), max vridmoment  440 Nm vid 2 900–5 300 r/min.
År 2013 byggdes även cupén med den gamla 3,0 liters TFSI v6 som cabrioleten redan haft.
Cupén och Sportbacken tillverkas i den tyska staden Ingolstadt.  
Cabrioleten byggs i den tyska staden Neckarsulm.
Audi S5 Cupé: 0-100 km/h på 5,1 sek och 0-200 km/h på 19,1 sek. Toppfart 250 km/h. Tjänstevikt ca 1710 kg.
Audi S5 Cabriolet: 0-100 km/h på 5,6 sek och en toppfart på 250 km/h. Tjänstevikt ca 1950 kg.